# Ruine Breitenlandenberg

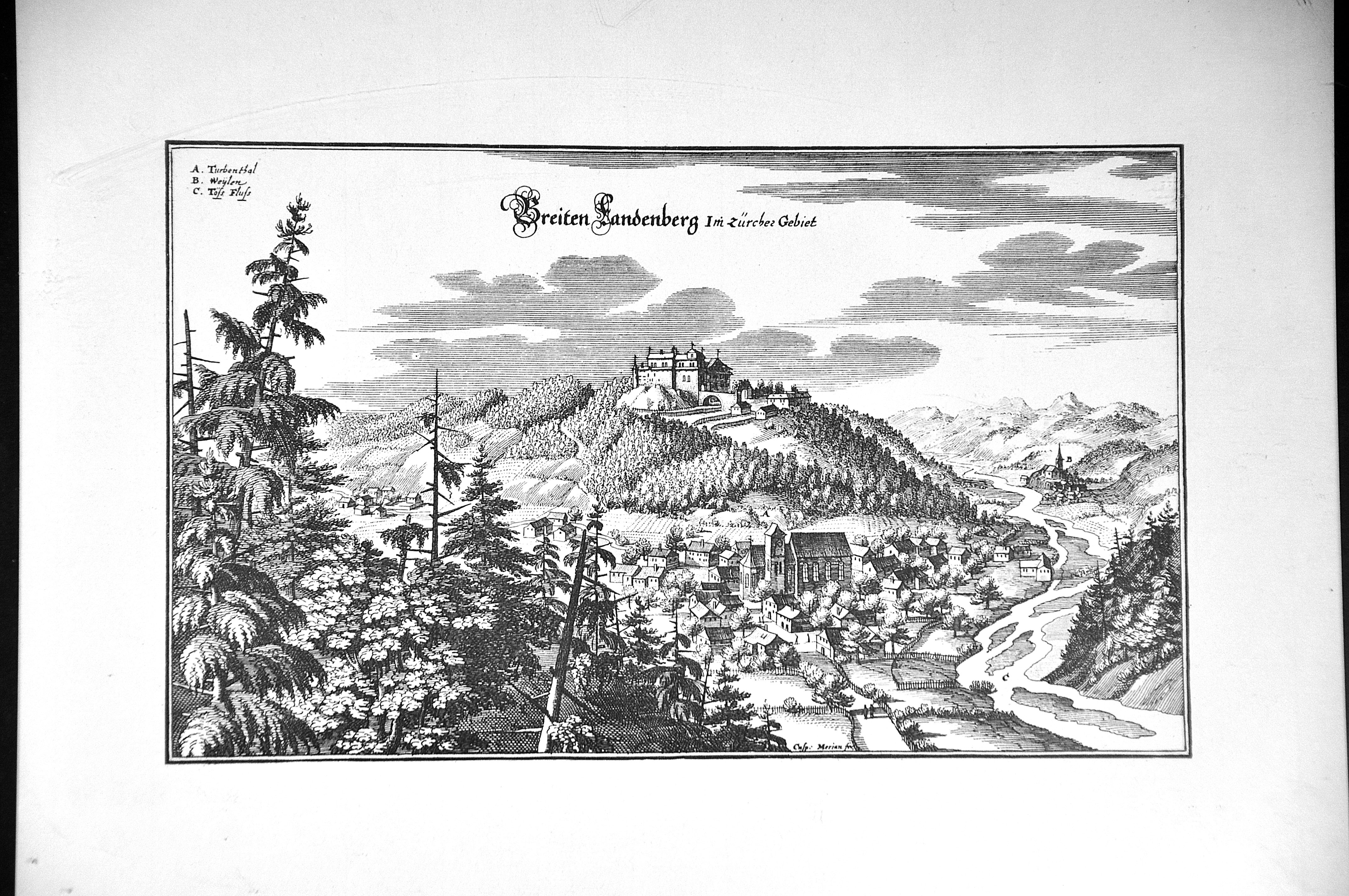
Breitenlandenberg mit Turbenthal und Wila

Die Ruine Breitenlandenberg ist die Ruine einer auf einem Plateau erbauten Höhenburg auf 729 m ü. M. südöstlich oberhalb von Turbenthal im schweizerischen Kanton Zürich.
Die Burg wurde im frühen 14. Jahrhundert von den Landenbergern gegründet (siehe auch Ruine Alt-Landenberg und Ruine Hohenlandenberg).
Sie war eine Nebenburg der Landenberger und wurde zu Beginn des 19. Jahrhunderts geschleift, nachdem der letzte Besitzer aus der Familie Werdmüller im Jahr 1801 in Konkurs gegangen war. Steine aus dem Abbruch fanden Verwendung beim Bau der ersten Baumwollspinnerei in Turbenthal. Die heute sichtbaren Reste der Grundmauern wurden im Winter 1925/26 freigelegt.

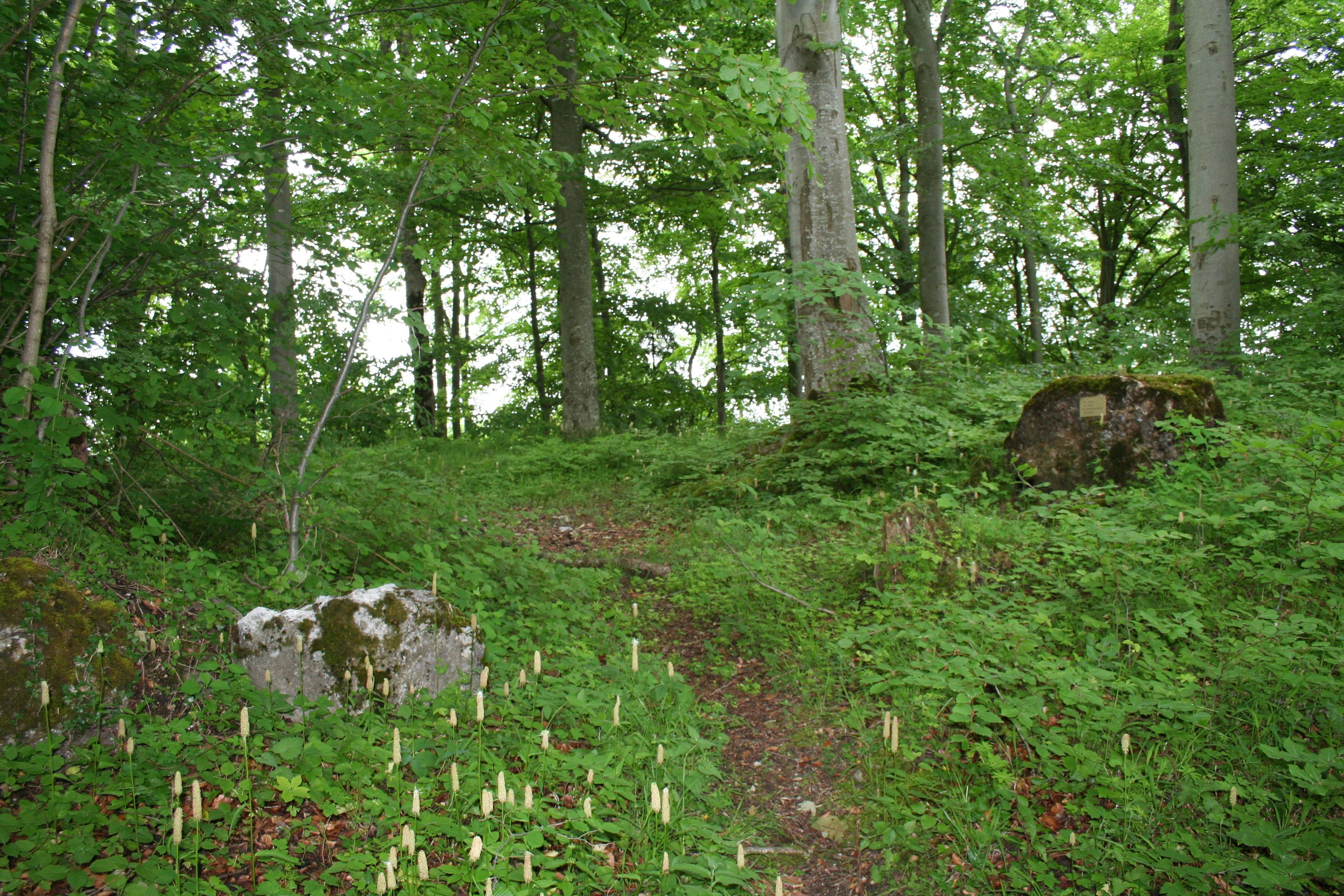
Lager der Burg
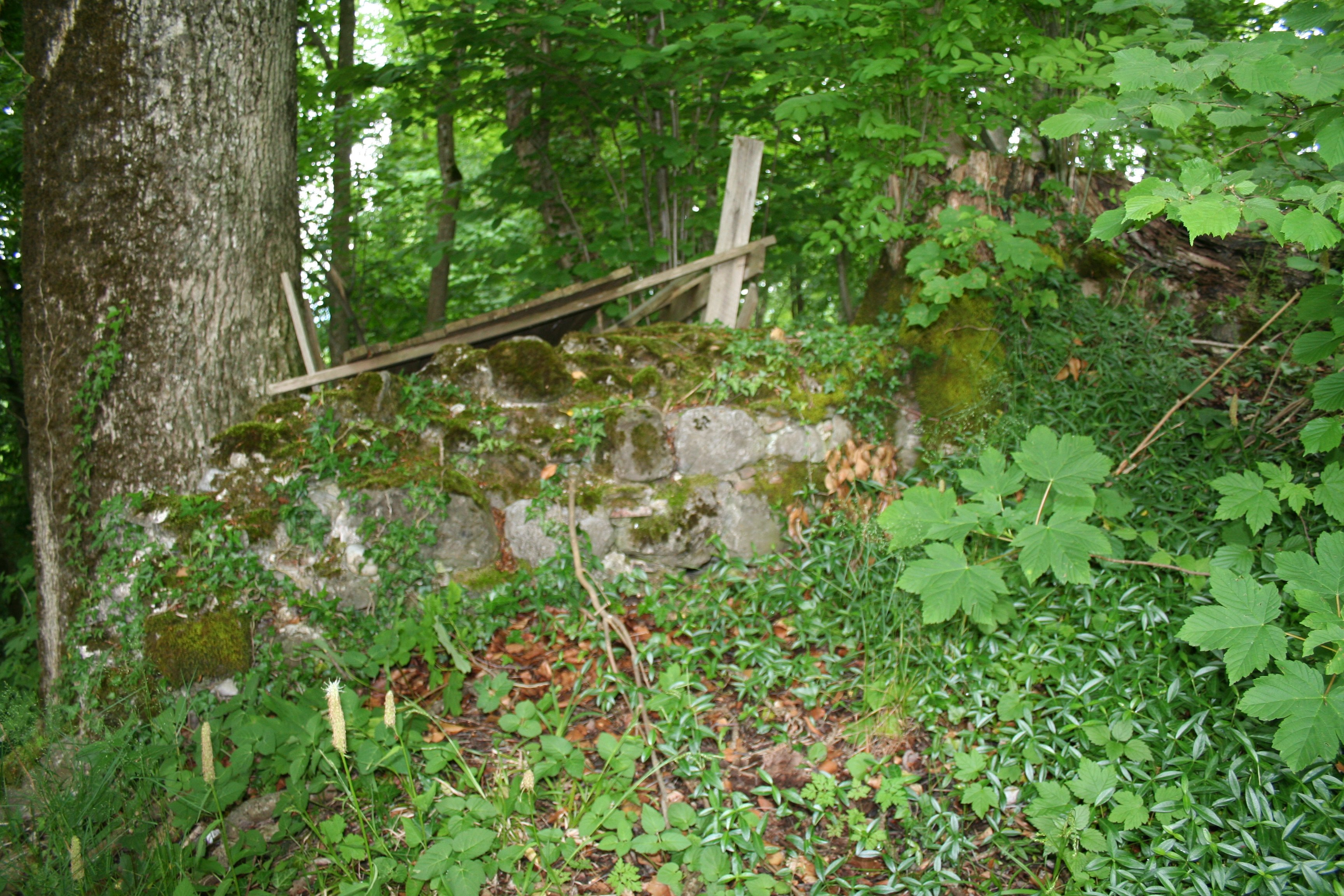
Einziger noch sichtbarer Mauerrest
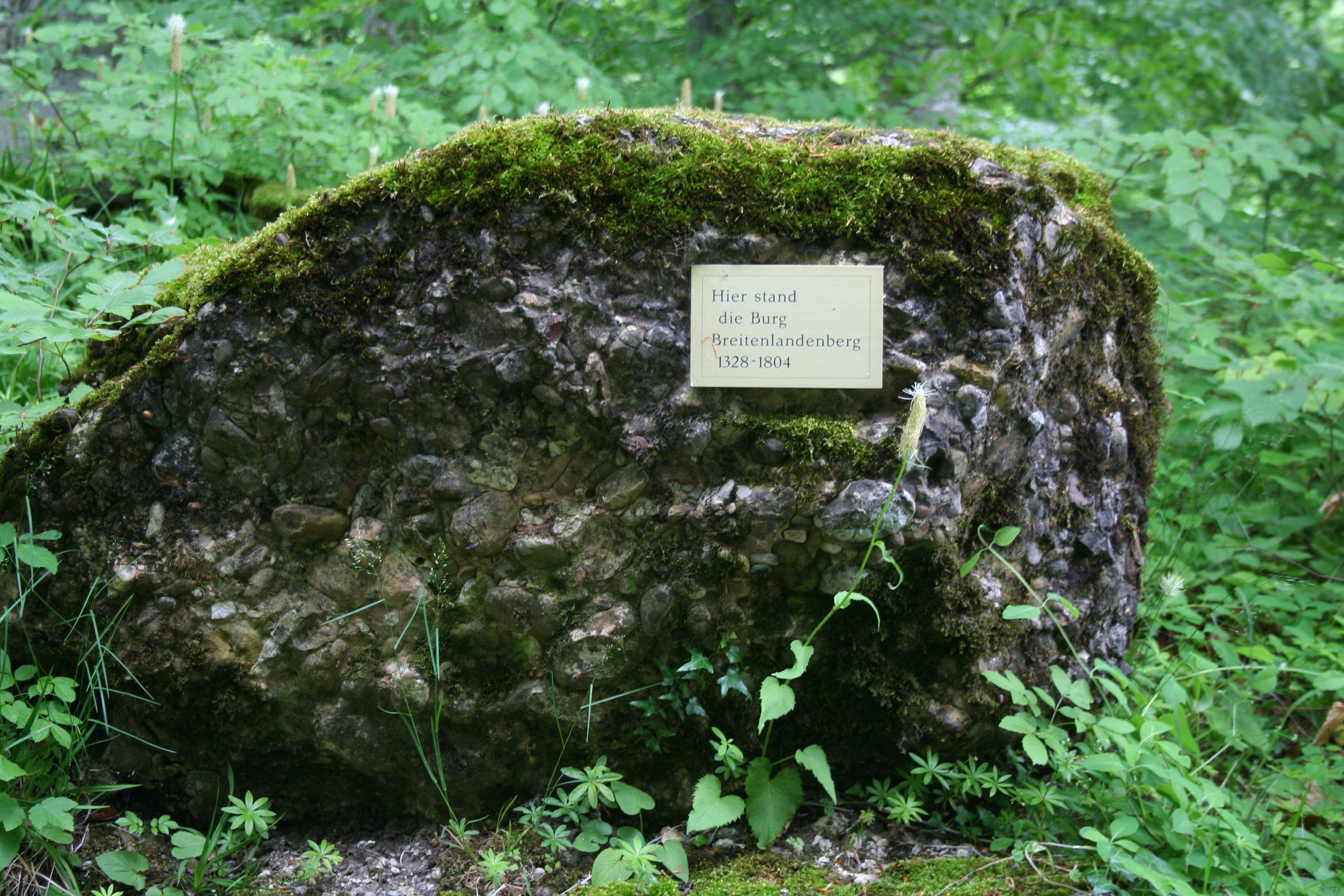
Erinnerungsplakette